# The Little Voice
"The Little Voice" é uma canção gravada pela cantora sueca de pop rock Sahlene. A música foi escrita pela compositora norte-americana Kara DioGuardi e por Patrik Berger. Lançado como seu primeiro single solo no ano 2000, a canção teve reproduções significativas nas rádios da região Escandinávia. Atingiu a posição 51 nas paradas da Suécia.

## Lançamento
Embora seu single tenha recebido reproduções, a gravadora de Sahlene faliu antes do lançamento de seu álbum de estreia, e o lançamento do material foi cancelado. Mas em 2003, ela finalmente lançou seu álbum de estreia It's Been a While, que continha "The Little Voice". "The Little Voice" teve grande divulgação e um vídeo musical também foi lançado. O videoclipe apresenta Sahlene em um laboratório como cenário, andando e cenas dela tocando a música também são mostradas.

## Posições
| Tabela musical (2000)      | Melhor posição |
| -------------------------- | -------------- |
| Suécia (Sverigetopplistan) | 51             |

## Versão de Hilary Duff
"Little Voice" é uma canção gravada pela cantora americana Hilary Duff para seu segundo álbum de estúdio, Metamorphosis (2003). Foi lançado como o terceiro e último single do álbum em 8 de maio de 2004 na Austrália e Nova Zelândia e 4 de junho na Holanda. A música foi produzida por Chico Bennett e DioGuardi. A canção atingiu o número 29 na Austrália e também chegou ao número 18 na Holanda. O vídeo musical que acompanha o single foi tirado do DVD The Girl Can Rock.

### Posições
| Tabela musical (2004)               | Melhor posição |
| ----------------------------------- | -------------- |
| Austrália (ARIA Charts)             | 29             |
| Países Baixos (Mega Single Top 100) | 80             |

### Histórico de lançamento
| Região        | Data               | Formato(s)                    | Gravadora |
| ------------- | ------------------ | ----------------------------- | --------- |
| Austrália     | 8 de maio de 2004  | Maxi single, download digital | Hollywood |
| Nova Zelândia | 8 de maio de 2004  | Maxi single, download digital | Hollywood |
| Países Baixos | 4 de junho de 2004 | Maxi single, download digital | Hollywood |

## Outras versões
O grupo pop mexicano RBD gravou uma versão cover em espanhol e português de "The Little Voice", intitulado "Tu dulce voz" e "Sua Doce Voz", que está incluso em seu terceiro álbum de estúdio, Celestial (2006) e Celestial (Versão Brasil).